# Ramulus
Ramulus är ett släkte av insekter. Ramulus ingår i familjen Phasmatidae.

## Dottertaxa tillRamulus, i alfabetisk ordning[1]
- Ramulus ablutus
- Ramulus aboricus
- Ramulus acutus
- Ramulus alauna
- Ramulus alienus
- Ramulus altissimus
- Ramulus amathia
- Ramulus anceps
- Ramulus angustior
- Ramulus annuliventris
- Ramulus antennatus
- Ramulus anterior
- Ramulus apicalis
- Ramulus appropinquatus
- Ramulus arrogans
- Ramulus artemis
- Ramulus asaphus
- Ramulus augustus
- Ramulus baishuijiangius
- Ramulus bannaensis
- Ramulus bicolor
- Ramulus bidentatus
- Ramulus bifarius
- Ramulus bilineatus
- Ramulus bomiense
- Ramulus brachycerus
- Ramulus braggi
- Ramulus brevianalus
- Ramulus brevicercatus
- Ramulus brongniarti
- Ramulus brunneus
- Ramulus caii
- Ramulus capitatus
- Ramulus ceylonense
- Ramulus chengmaii
- Ramulus chinensis
- Ramulus chongxinense
- Ramulus concisus
- Ramulus coomani
- Ramulus cylindriceps
- Ramulus decolyi
- Ramulus detrectans
- Ramulus diversus
- Ramulus dubiosus
- Ramulus ecarinatus
- Ramulus edentatus
- Ramulus elaboratus
- Ramulus emendatus
- Ramulus eminens
- Ramulus fasciatus
- Ramulus femoratus
- Ramulus filiformis
- Ramulus fissicornis
- Ramulus flavofasciatus
- Ramulus flavovittatus
- Ramulus foedatus
- Ramulus formosanus
- Ramulus fruhstorferi
- Ramulus frustrans
- Ramulus fuscolineatus
- Ramulus fuscothoracicus
- Ramulus gansuense
- Ramulus gestri
- Ramulus giganteus
- Ramulus globosicaput
- Ramulus grandis
- Ramulus granulatus
- Ramulus granulosus
- Ramulus hainanense
- Ramulus harrisonia
- Ramulus henanensis
- Ramulus huayingense
- Ramulus hydrocephalus
- Ramulus imperialis
- Ramulus impigrus
- Ramulus inermus
- Ramulus ingerens
- Ramulus interdentatus
- Ramulus interruptus
- Ramulus intersulcatus
- Ramulus irregulariterdentatus
- Ramulus jianfenglingense
- Ramulus jigongshanense
- Ramulus jinnanense
- Ramulus jinxiuense
- Ramulus kangxianense
- Ramulus koreanus
- Ramulus laevigatus
- Ramulus lanceus
- Ramulus lianxianense
- Ramulus liboensis
- Ramulus lineaticeps
- Ramulus lineatus
- Ramulus lobipes
- Ramulus lobulatus
- Ramulus longianalus
- Ramulus longmenense
- Ramulus luopingense
- Ramulus magnus
- Ramulus maoershanense
- Ramulus maolanense
- Ramulus mediocris
- Ramulus melanocephalus
- Ramulus minutidentatus
- Ramulus nematodes
- Ramulus neomodestus
- Ramulus nigrifactus
- Ramulus nigrodentatus
- Ramulus nigrolineatus
- Ramulus nyalamense
- Ramulus oberthuri
- Ramulus obliquus
- Ramulus operculatus
- Ramulus paulus
- Ramulus penthesilea
- Ramulus perfidus
- Ramulus phalangodes
- Ramulus philippinicus
- Ramulus phyllodeus
- Ramulus pingliense
- Ramulus platycercatus
- Ramulus productus
- Ramulus pseudoarrogans
- Ramulus pseudoporus
- Ramulus rachaburii
- Ramulus recessus
- Ramulus redemptus
- Ramulus reginus
- Ramulus regulus
- Ramulus robinius
- Ramulus rotundus
- Ramulus rotunginus
- Ramulus russellii
- Ramulus rusticus
- Ramulus scalpratus
- Ramulus serrulatus
- Ramulus siamensis
- Ramulus sparsidentatus
- Ramulus sparsihirtus
- Ramulus spatulatus
- Ramulus spinicornus
- Ramulus spinulosus
- Ramulus stilpnoides
- Ramulus subnematodes
- Ramulus superbus
- Ramulus superfluus
- Ramulus thaii
- Ramulus tianmushanense
- Ramulus tiantaiensis
- Ramulus tonkinense
- Ramulus trilineatus
- Ramulus ussurianus
- Ramulus warsbergi
- Ramulus wenxianense
- Ramulus verecundus
- Ramulus verruculosus
- Ramulus versicolorus
- Ramulus westwoodii
- Ramulus vicinus
- Ramulus viridulus
- Ramulus vitex
- Ramulus wuyishanense
- Ramulus wuzhishanense
- Ramulus xanti
- Ramulus xiaguanense
- Ramulus xinganense
- Ramulus xingshanense
- Ramulus xixiaense
- Ramulus yongrenense
- Ramulus ziziphus